# Rosengarten, Niedersachsen
Rosengarten är en kommun i Landkreis Harburg i förbundslandet Niedersachsen i Tyskland.
Kommunen bildades 1 juli 1972 genom en sammanslagning av de tidigare kommunerna Eckel, Ehestorf, Emsen, Iddensen, Klecken, Leversen, Nenndorf, Sottorf, Tötensen och Vahrendorf.